# Zhang Heng
Zhang Heng (ur. 78 w Nanyangu, zm. 139 w Luoyangu) – chiński uczony i artysta: astronom, matematyk, wynalazca, poeta i malarz.

## Życiorys
Urodził się w rodzinie biednego właściciela ziemskiego. W młodości opuścił rodzinne strony i udał się do Xi’anu, a następnie do ówczesnej stolicy Chin Luoyangu, gdzie działał na będącej odpowiednikiem europejskiego uniwersytetu taixue.
Zhang Heng był zwolennikiem teorii o kulistości Ziemi w czasach, gdy w Chinach powszechnie uważano jej kształt za kwadratowy. Utrzymywał, że Księżyc nie emituje własnego światła, ale odbija światło słoneczne. Policzył gołym okiem gwiazdy na niebie i oszacował ich liczbę na 2500. Podzielił także dobowe równoleżniki ciał niebieskich na 365 i ¼ stopnia. Swoje obserwacje i teorie astronomiczne zawarł w pracach Huntianyituzhu (浑天仪图注, Adnotacje do mapy świata) i Lingxian (靈憲, Budowa wszechświata). Stworzył kilka przyrządów astronomicznych, m.in. „niebiański globus”, dzięki któremu można było odtwarzać ruchy planet, Słońca i Księżyca. Skonstruował także prototyp sejsmografu.
Zhang był także literatem i malarzem. Jego najsłynniejszym dziełem jest Erjingfu (二京賦) – Oda o dwu stolicach (Chang’anie i Luoyangu).
Planetoida (1802) Zhang Heng została nazwana jego nazwiskiem.